# Russell Bay
Die Russell Bay ist eine tendenziell unvereiste Bucht vor der Bakutis-Küste des westantarktischen Marie-Byrd-Lands. Sie erstreckt sich entlang der Nordseite von Siple Island über das Getz-Schelfeis und Carney Island und reicht dabei von Pranke Island bis zum Kap Gates.
Der United States Geological Survey kartierte sie anhand eigener Vermessungen und Luftaufnahmen der United States Navy aus den Jahren von 1959 bis 1966. Das Advisory Committee on Antarctic Names benannte sie 1967 Admiral James S. Russell (1903–1996), Vice Chief of Naval Operations im Nachgang zum Internationalen Geophysikalischen Jahr (1957–1958).